# Злавесь-Велька (гмина)
Злавесь-Велька (пол. Zławieś Wielka) — сельская гмина (волость) в Польше, входит как административная единица в Торуньский повет, Куявско-Поморское воеводство. Население — 11 022 человека (на 2004 год).

## Сельские округа
1. Цегельник
2. Цихорадз
3. Чарне-Блото
4. Чарново
5. Гурск
6. Гутово
7. Лонжын
8. Пендзево
9. Пшисек
10. Розгарты
11. Женчково
12. Семонь
13. Склудзево
14. Стары-Торунь
15. Топожиско
16. Заросле-Ценке
17. Злавесь-Мала
18. Злавесь-Велька
19. Блотка

## Соседние гмины
1. Быдгощ
2. Гмина Домброва-Хелминьска
3. Гмина Лубянка
4. Гмина Лысомице
5. Гмина Солец-Куявски
6. Торунь
7. Гмина Унислав
8. Гмина Велька-Нешавка